# Vlag van Nieuw-Weerdinge

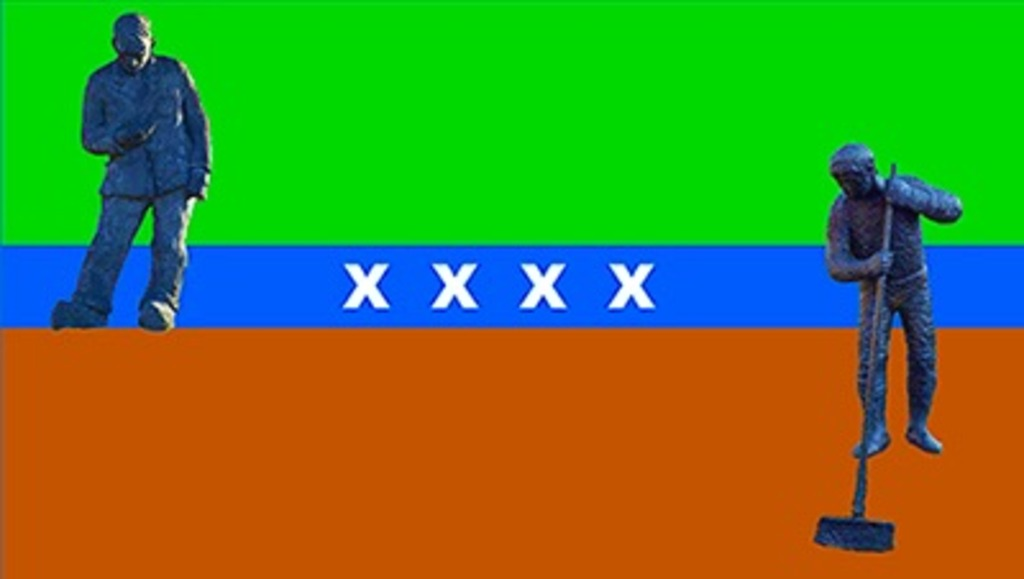
Dorpsvlag van Nieuw-Weerdinge

De vlag van Nieuw-Weerdinge werd op 12 mei 2023 door het Nederlandse dorp Nieuw-Weerdinge in gebruik genomen. De vlag is ontworpen door een inwoner van het dorp ter gelegenheid van het 150-jarig bestaan dat in 2023 wordt gevierd (1 jaar uitstel vanwege de coronamaatregelen). De kleuren van de vlag symboliseren de geschiedenis. Het bruine vlak staat voor de historische veengrond. Na de ontginning van het veen werd het veen landbouwgrond. Deze wordt in een groene kleur weergegeven. De vier kruisen staan voor de vier Kruisdiepen die het Weerdingerkanaal (blauwe baan) kruisen. De twee beelden (veenarbeider en landbouwer) staan respectievelijk aan het begin en eind van het dorp. Deze zijn er in 1972, bij het 100-jarig bestaan van het dorp, geplaatst.
Anloo
· Annen
· Annerveenschekanaal
· Dalen
· De Groeve
· Een
· Eext
· Eexterveen
· Eexterveenschekanaal
· Elim
· Gasselternijveen
· Gasteren
· Gieten
· Gieterveen
· Grolloo
· Hollandscheveld
· Nieuw-Weerdinge
· Noordscheschut
· Schoonoord
· Tiendeveen
· Uffelte
· Wapse
· Witteveen
· Yde-De Punt
· Zorgvlied